# Etheostoma simoterum
Etheostoma simoterum är en fiskart som först beskrevs av Edward Drinker Cope, 1868.  Etheostoma simoterum ingår i släktet Etheostoma och familjen abborrfiskar. Inga underarter finns listade i Catalogue of Life.